# Bakonykoppány
Bakonykoppány (németül: Koppen im Buchenwald) község Veszprém vármegyében, a Pápai járásban.

## Fekvése
A Bakonyalján, a legközelebbi várostól, Pápától mintegy 16 kilométerre fekszik.

### Megközelítése
A község közúton két irányból közelíthető meg, a 82-es és a 832-es főutak felől a két útvonalat (egyben Zirc és Pápa térségét) összekötő 8301-es úton. Utóbbiból itt ágazik el északi irányban a 83 117-es számú mellékút, amely a szomszédos Bakonyszücs egyetlen közúti megközelítési útvonala. 

## Története
Árpád-kori település. Első fennmaradt írásos említése 1086-ből való Cupan alakban. Nevét a Koppán nemzetségtől vette, melynek nyári szállásterületén feküdt. A 16. századig a Szent Mauríciusz Monostor birtoka volt. A 16. században többször feldúlta a török, s elnéptelenedett. A 16. század közepén gyéren lakott pusztaként a Pannonhalmi Bencés Főapátság birtoka volt. A 18. század elején németek, morvák és horvátok kezdték újra benépesíteni. Az 1750-es években a zirci apátság birtoka lett.
A település neve 1857-ig  Koppány volt.
A második világháború után a német nemzetiségű lakosok egy részét kitelepítették, helyüket Szlovákiából kitelepített magyarok foglalták el.

## Közélete

### Polgármesterei
- 1990–1994: Mészáros Endre (független)[3]
- 1994–1998: Mészáros Endre (független)[4]
- 1998–2002: Mészáros Endre (független)[5]
- 2002–2006: Mészáros Endre (független)[6]
- 2006–2008: Patocskai Róbert (független)[7]
- 2008–2010: Tekán István (független)[8]
- 2010–2014: Tekán István (Fidesz-KDNP)[9]
- 2014–2019: Tekán István (független)[10]
- 2019–2024: Szalai Tamás (független)[11]
- 2024– : Tekán István (független)[1]

A településen 2008. április 20-án időközi polgármester-választást tartottak, az előző polgármester lemondása miatt.

## Népesség
A település népességének változása:
| Lakosok száma | 192  | 198  | 194  | 203  | 175  | 179  | 175  |
|               | 2013 | 2014 | 2015 | 2021 | 2022 | 2023 | 2024 |

A 2011-es népszámlálás idején a lakosok 86,7%-a magyarnak, 24,5% németnek mondta magát (12,8% nem nyilatkozott; a kettős identitások miatt a végösszeg nagyobb lehet 100%-nál). A vallási megoszlás a következő volt: római katolikus 72,3%, református 10,1%, evangélikus 1,6%, görögkatolikus 0,5%, felekezeten kívüli 2,7% (12,8% nem nyilatkozott).
2022-ben a lakosság 93,1%-a vallotta magát magyarnak, 13,1% németnek, 0,6% románnak, 0,6% ruszinnak, 0,6% szlováknak, 2,3% egyéb, nem hazai nemzetiségűnek (6,9% nem nyilatkozott; a kettős identitások miatt a végösszeg nagyobb lehet 100%-nál). Vallásuk szerint 48,6% volt római katolikus, 8% református, 1,7% evangélikus, 0,6% ortodox, 1,7% egyéb katolikus, 4,6% felekezeten kívüli (34,9% nem válaszolt).

## Nevezetességei
- 18. századi barokk római katolikus templom és plébániaház.